# Horný Vadičov
Horný Vadičov és un poble i municipi d'Eslovàquia que es troba a la regió de Žilina, al centre-nord del país.
La primera menció escrita de la vila es remunta al 1385.

## Demografia
| Godina             | 1994 | 2004   | 2014   | 2024   |
| ------------------ | ---- | ------ | ------ | ------ |
| Nombre de persones | 1509 | 1557   | 1633   | 1723   |
| Diferència         |      | +3,18% | +4,88% | +5,51% |

| Godina             | 2023 | 2024   |
| ------------------ | ---- | ------ |
| Nombre de persones | 1722 | 1723   |
| Diferència         |      | +0,05% |

## Galeria d'imatges

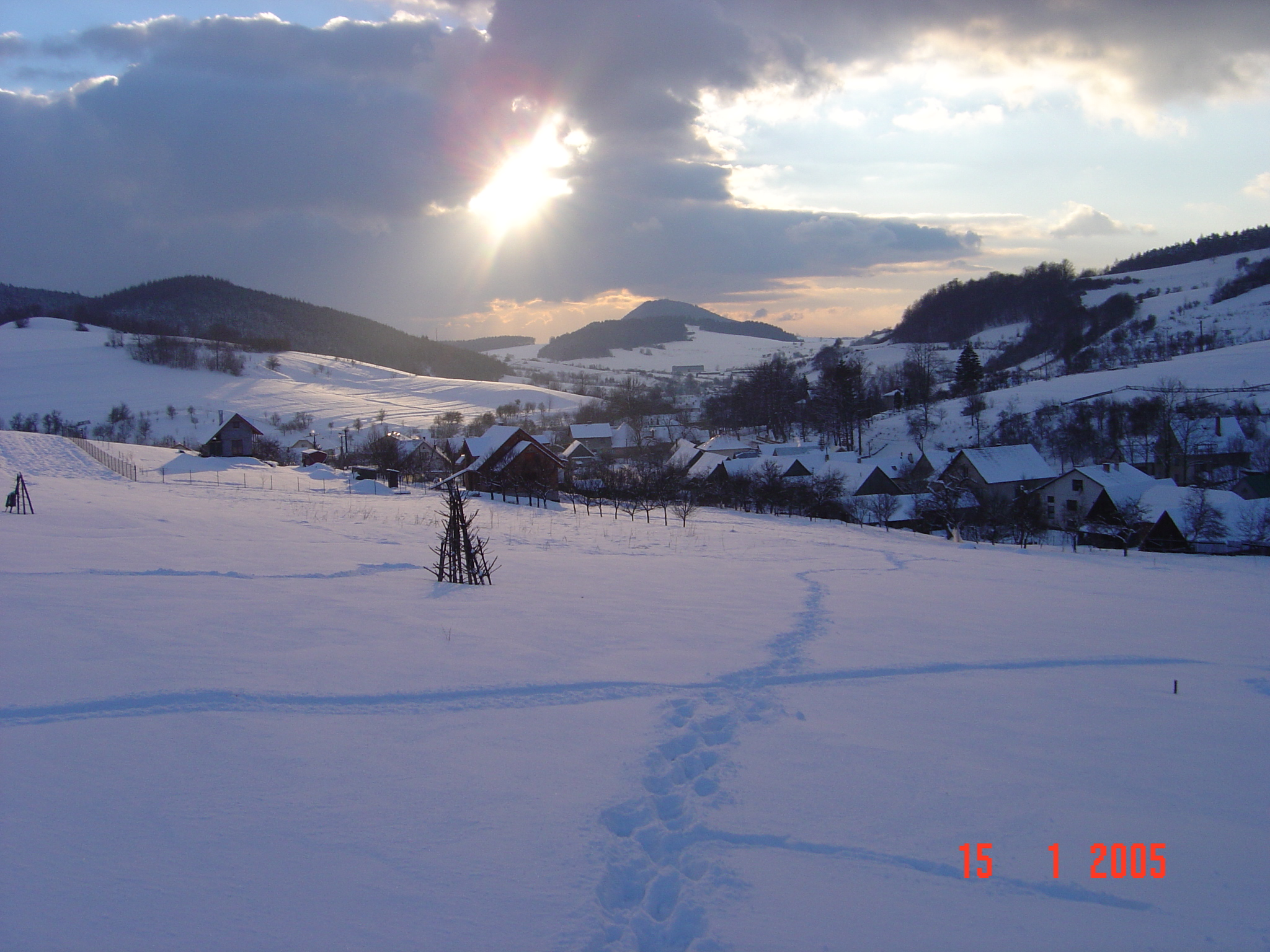
Horný Vadičov a l'hivern
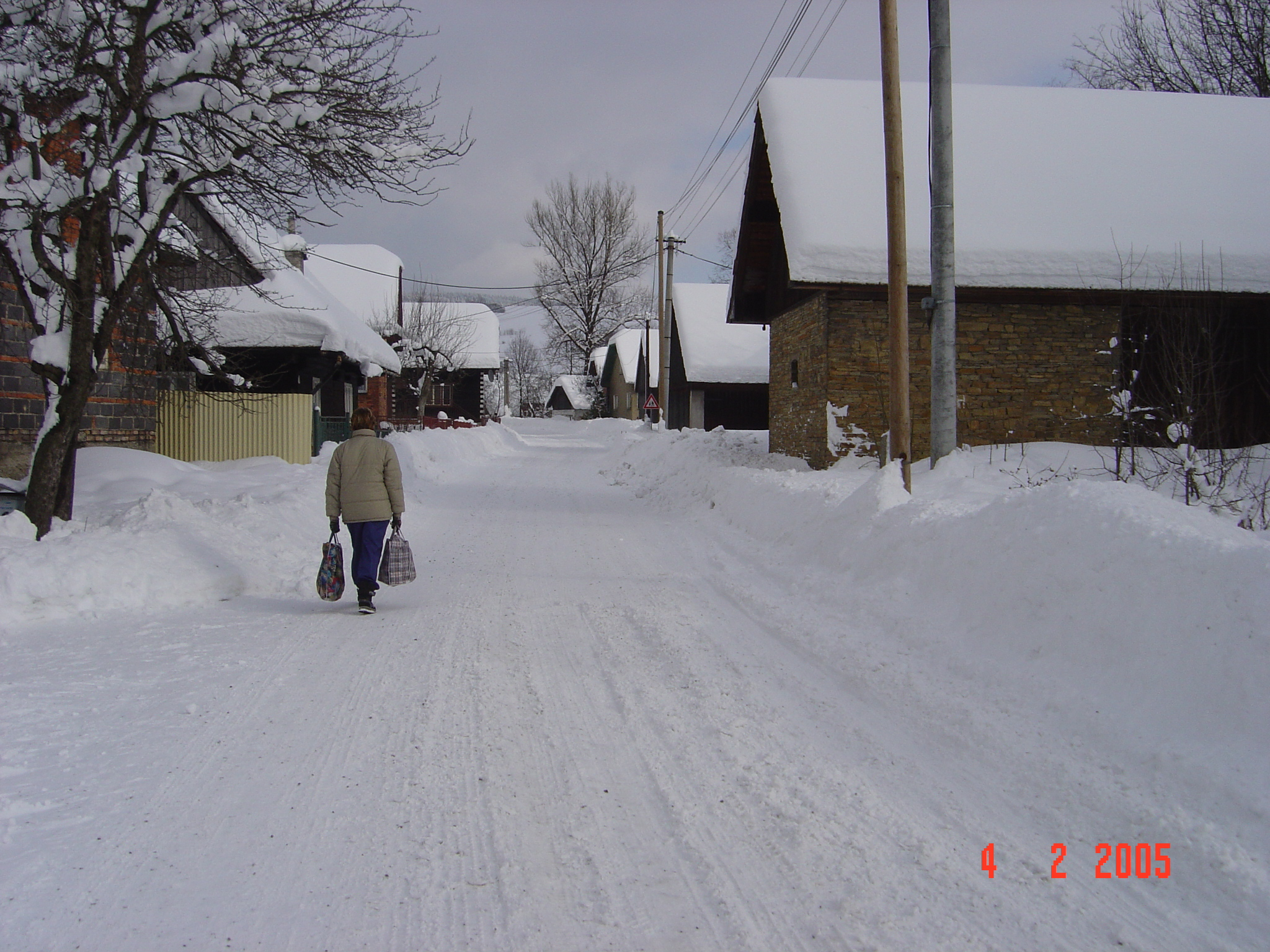
Horný Vadičov a l'hivern
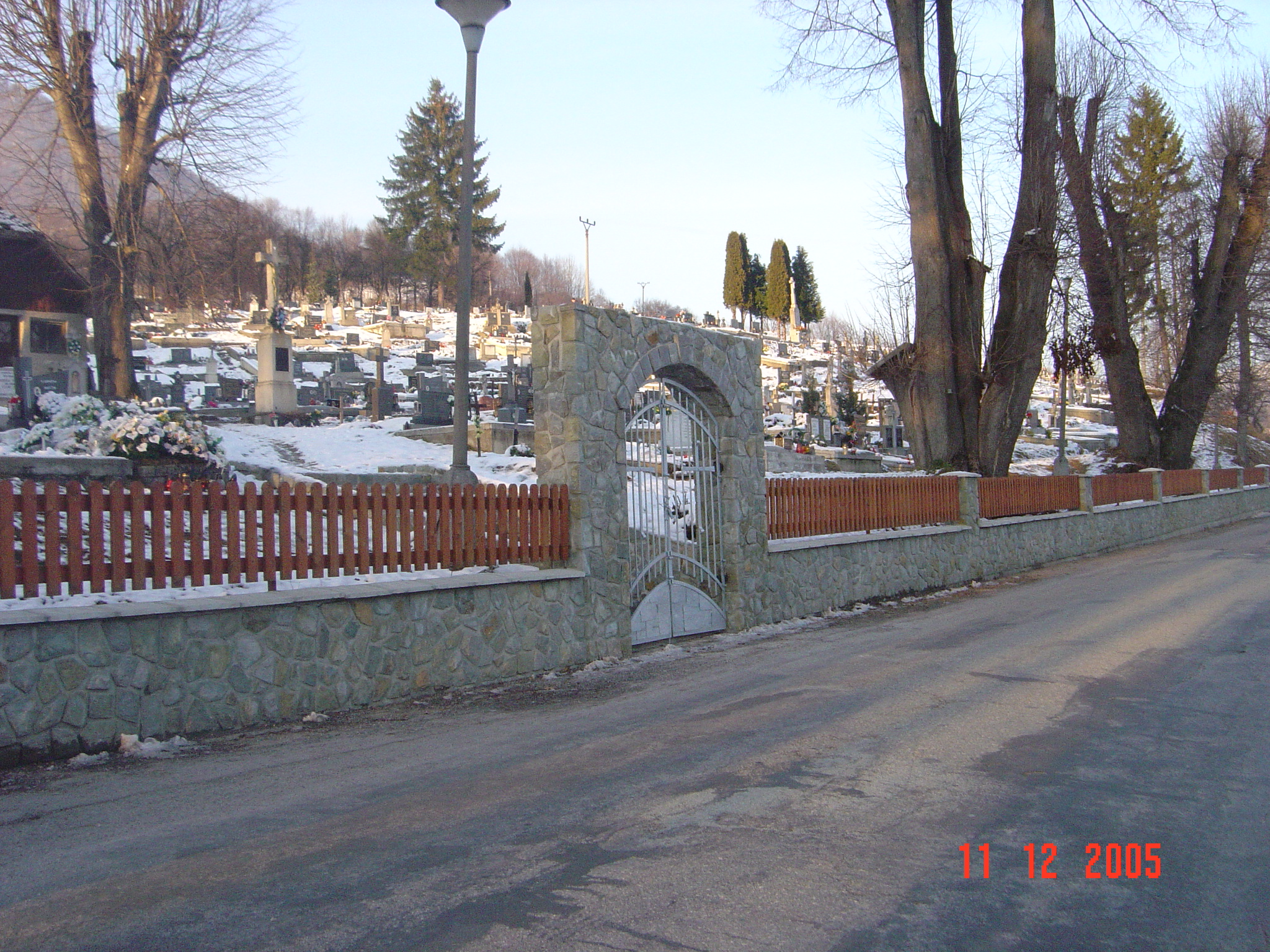
Cementiri
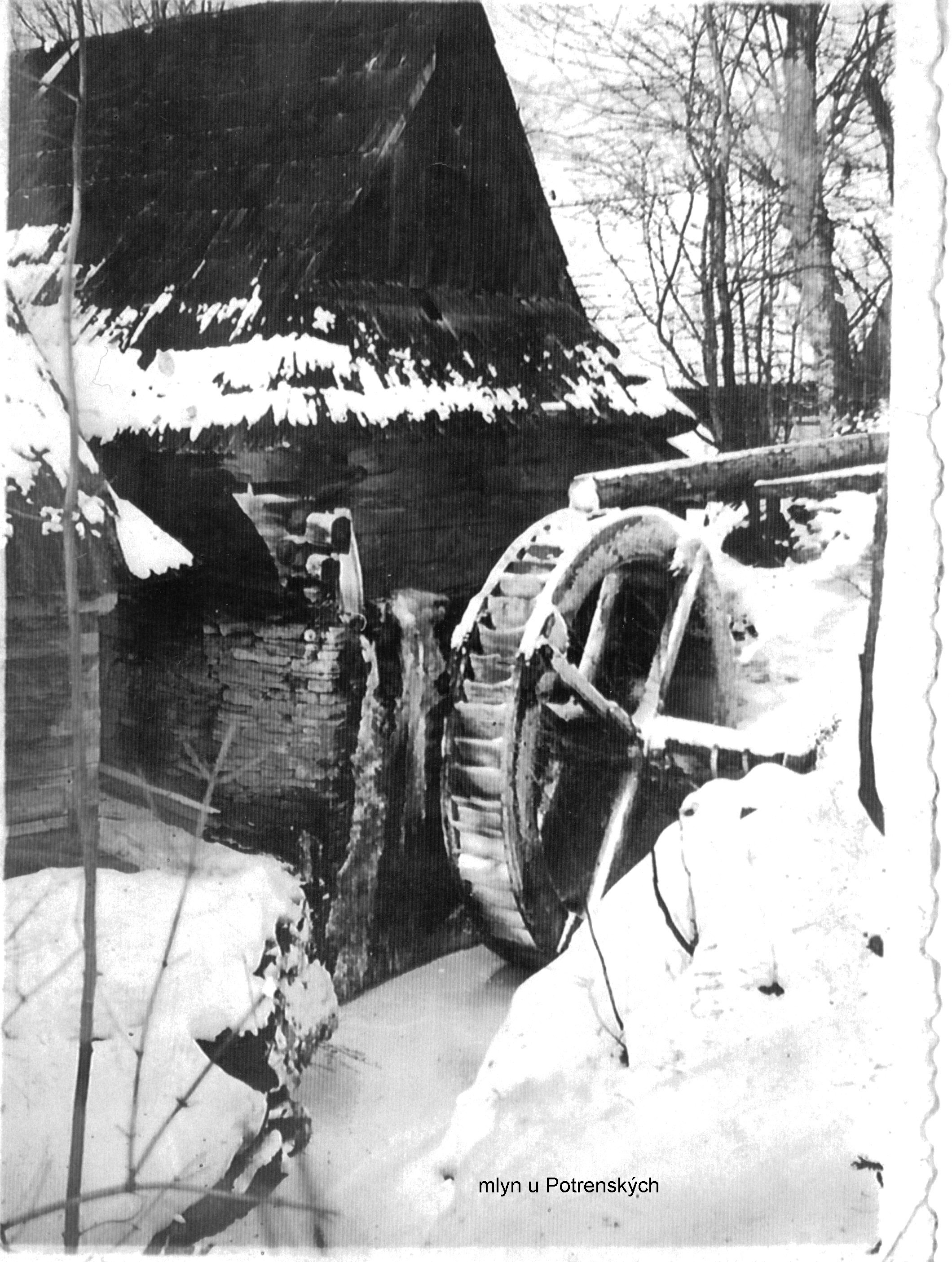
Molí
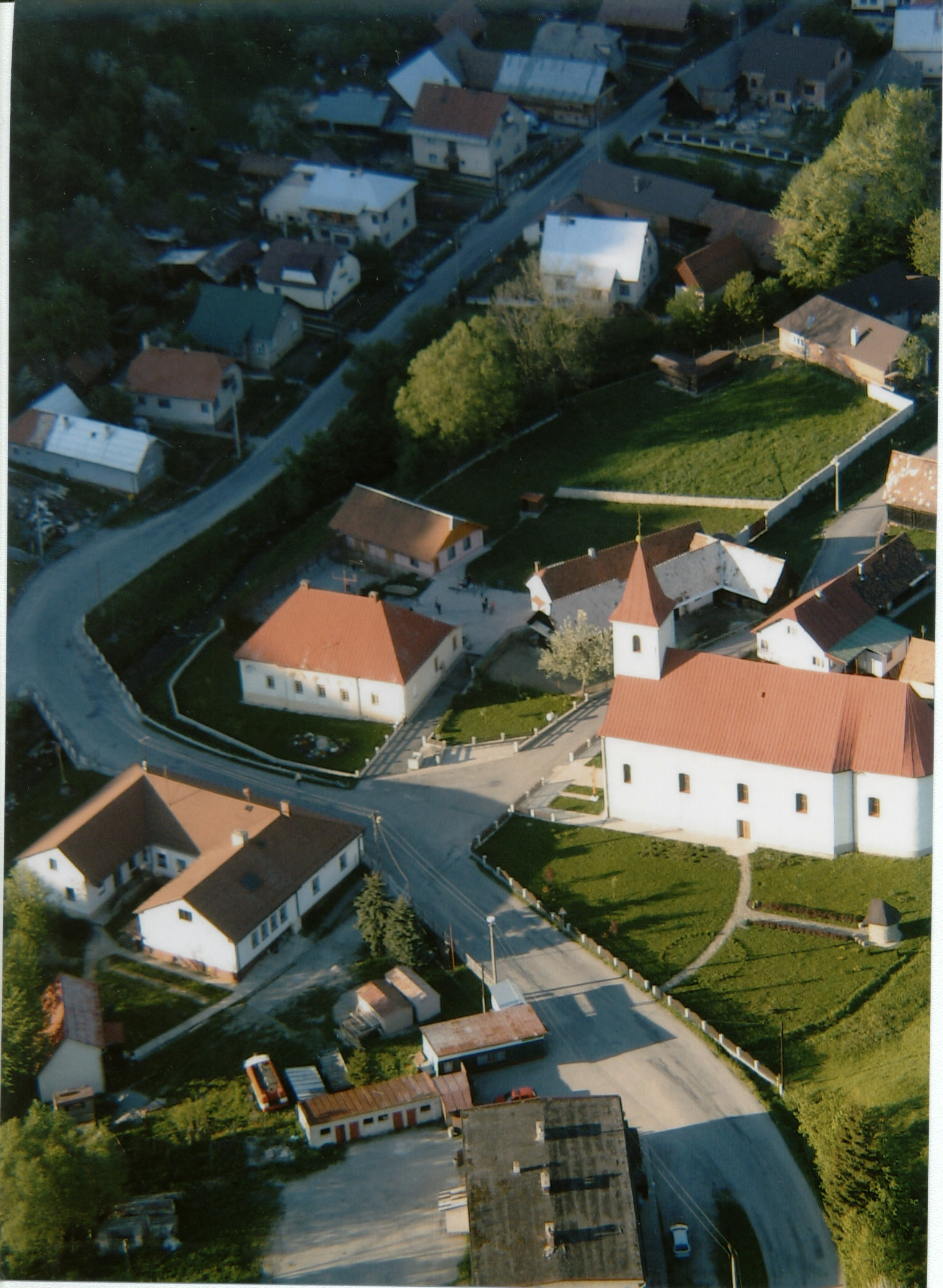
Centre
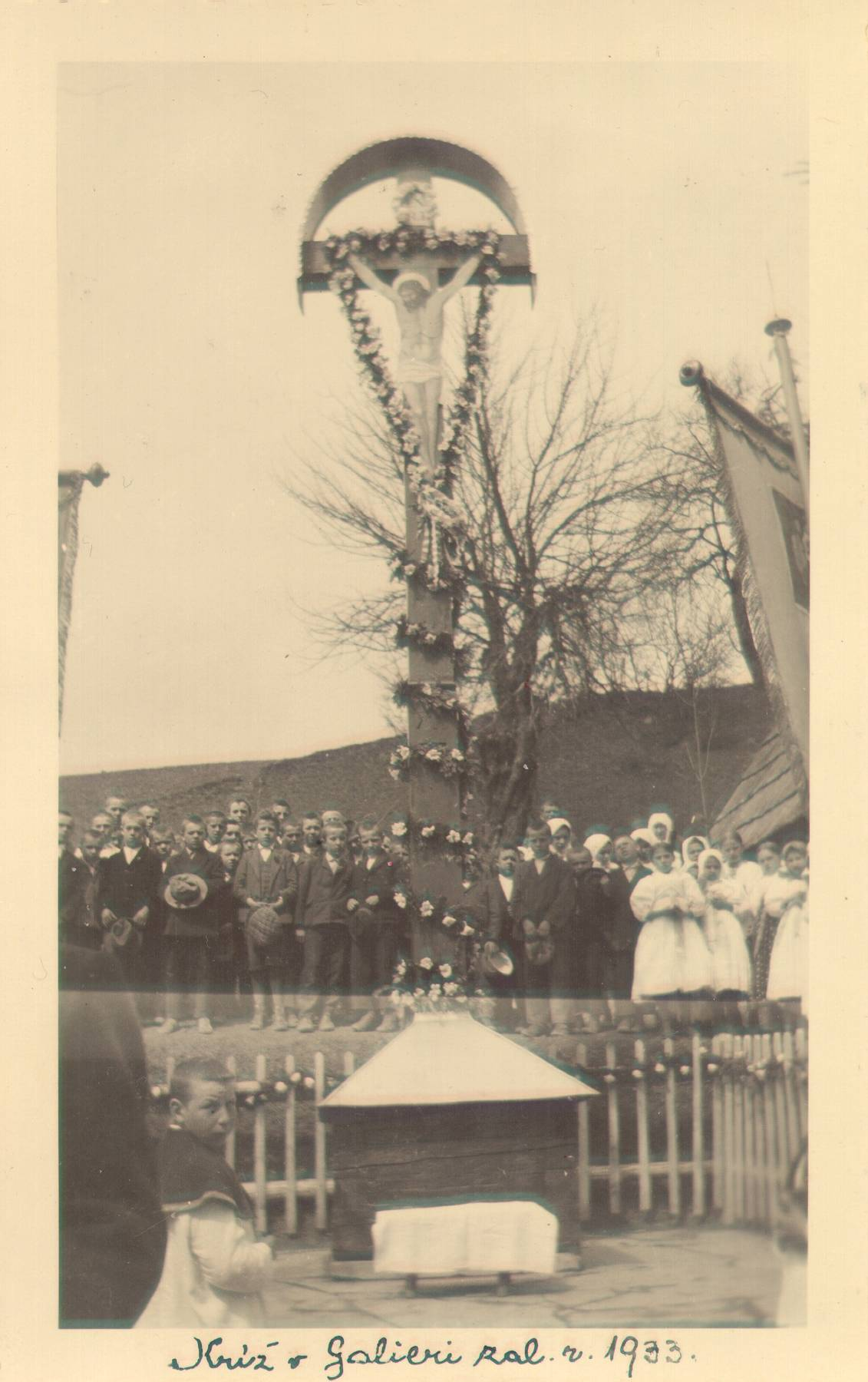
Creu (1933)
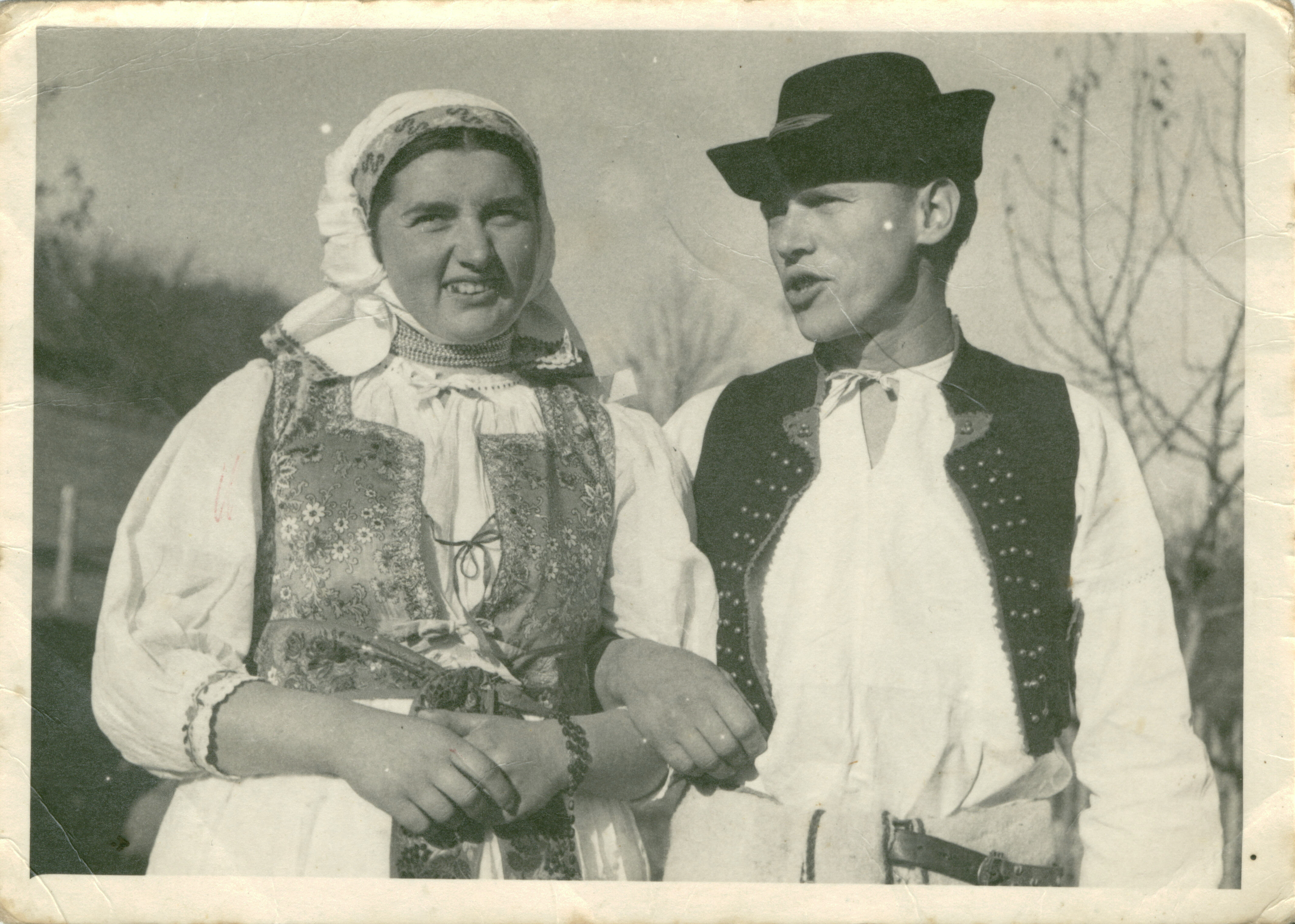
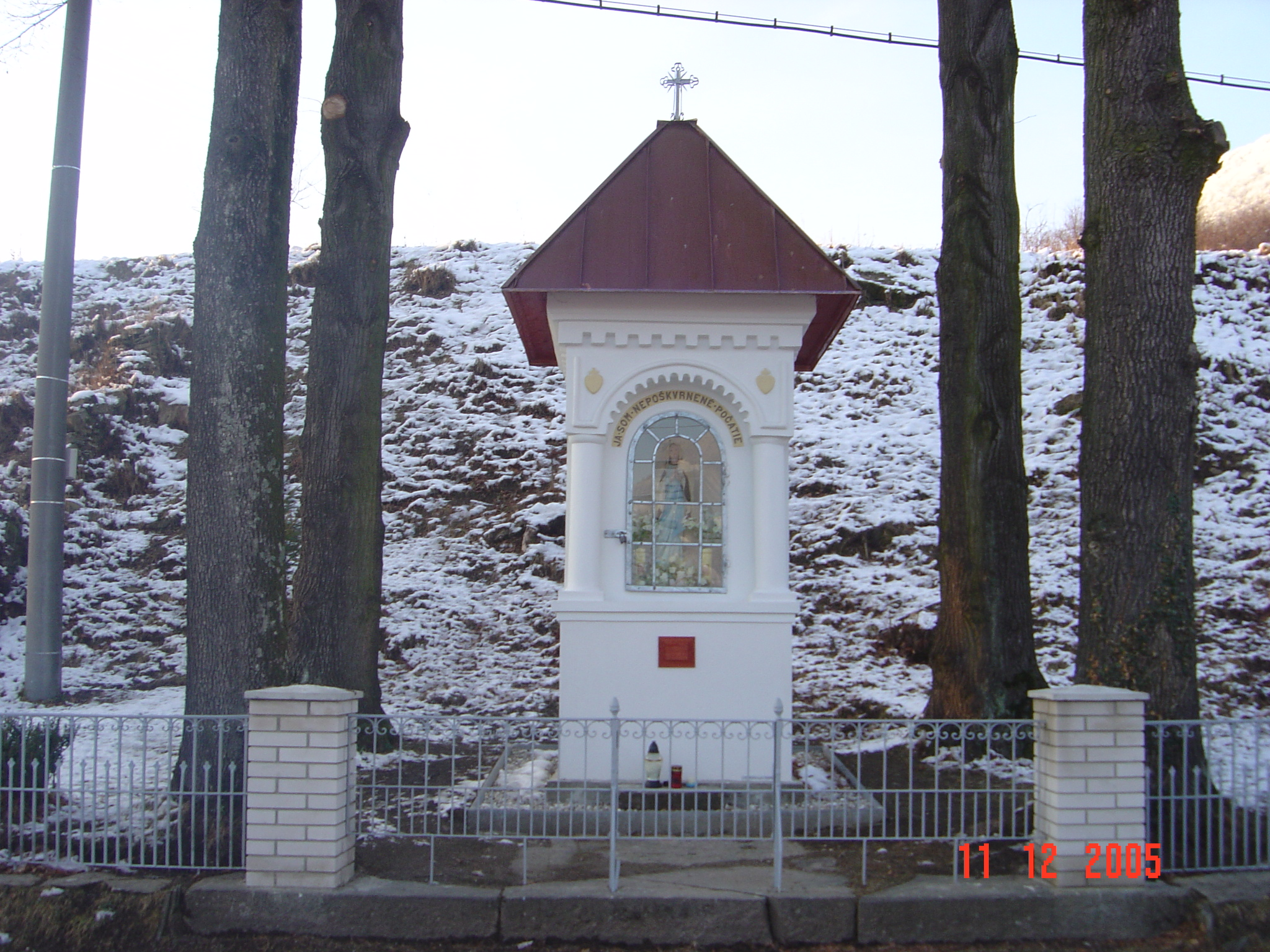
Capella del cementiri
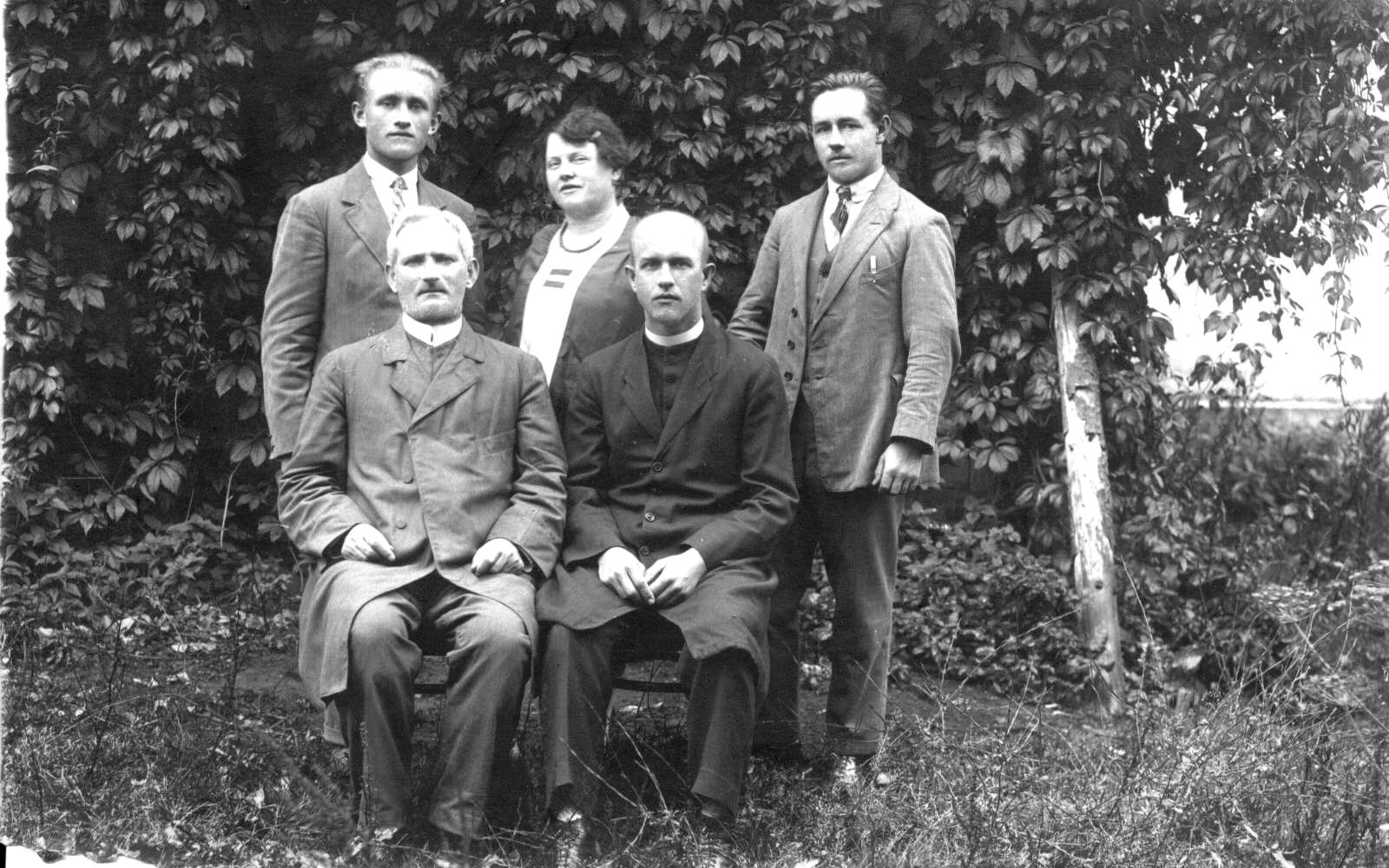
Andrej Majer
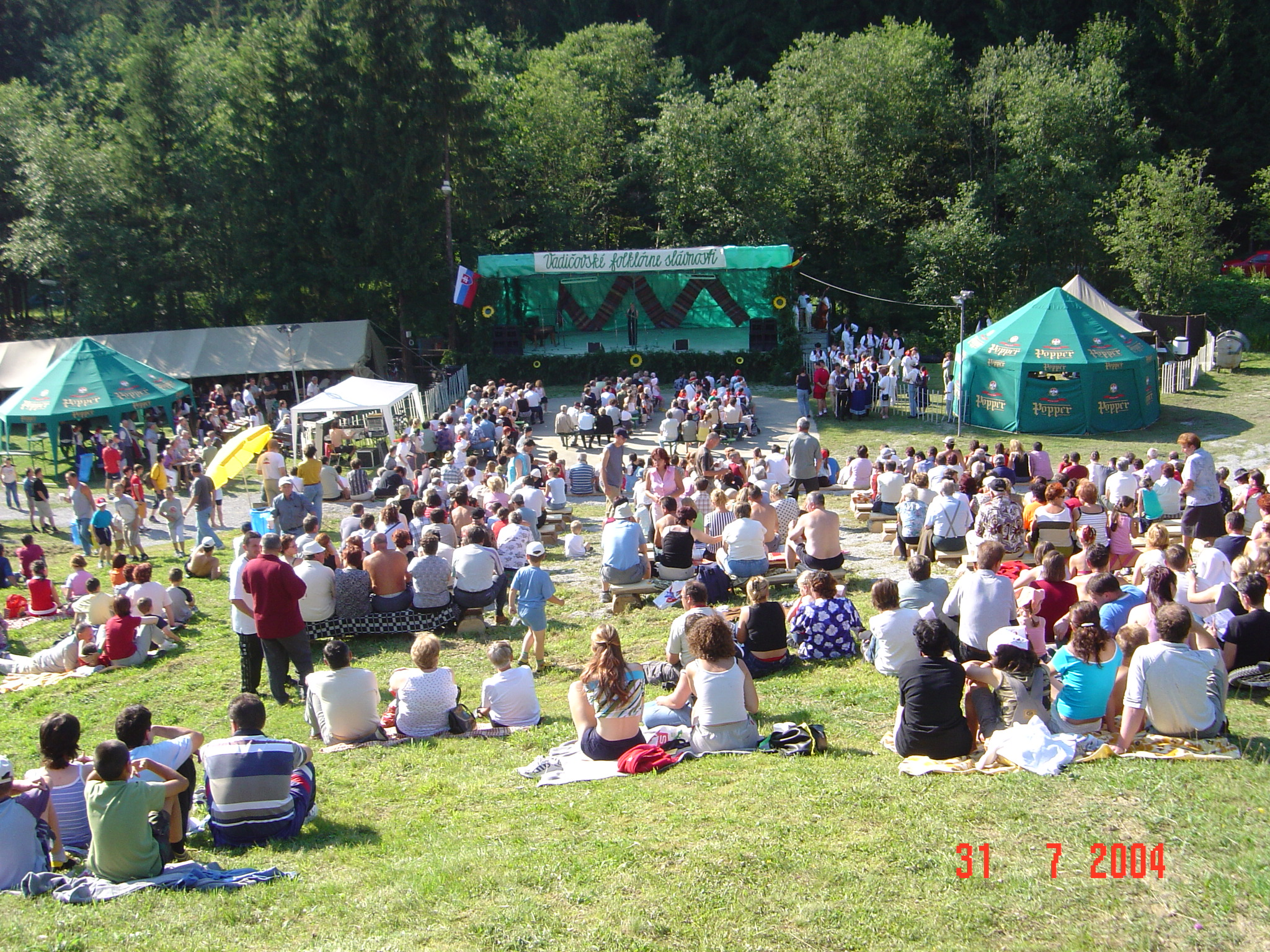
Amfiteatre
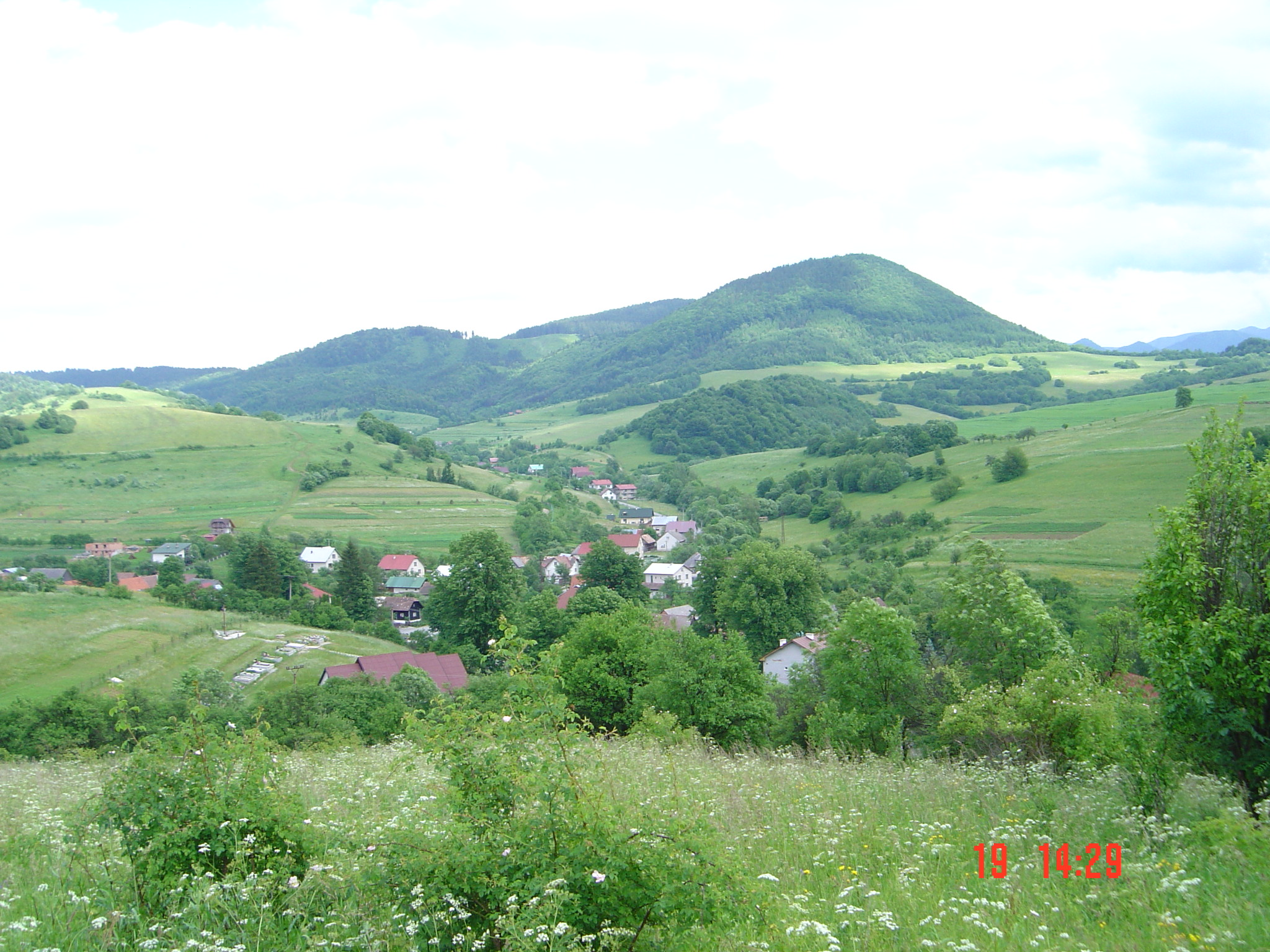
Horný Vadičov
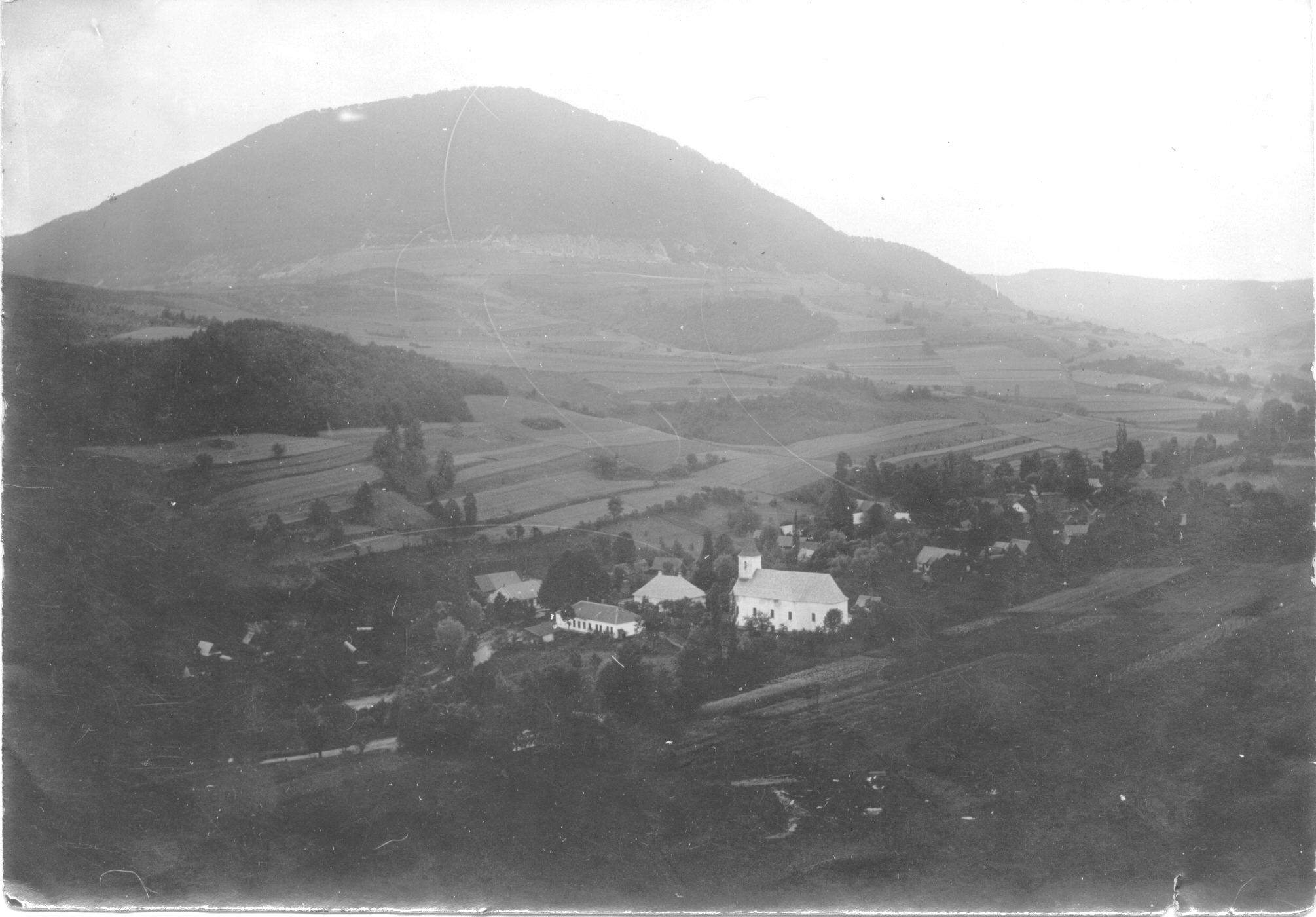
Horný Vadičov el 1935